# Ectoedemia fuscivittata
Ectoedemia fuscivittata là một loài bướm đêm thuộc họ Nepticulidae. Nó là loài duy nhất được tìm thấy ở rainforests in Belize và Ecuador.
Sải cánh dài 4.1-4.3 mm đối với con đực. Con trưởng thành bay vào tháng 4 in Belize và in tháng 1 in Ecuador.